# Śniegi (rejon miorski)
Śniegi  (biał. Снегі; ros. Снеги) – wieś na Białorusi, w obwodzie witebskim, w rejonie miorskim, w sielsowiecie Nowy Pohost.

## Historia
W czasach zaborów wieś i folwark w powiecie dzisieńskim, w guberni wileńskiej Imperium Rosyjskiego.
W latach 1921–1945 wieś i folwark leżały w Polsce, w województwie wileńskim, w powiecie dziśnieńskim, od 1926 roku w powiecie brasławskim, w gminie Przebrodzie.
Według Powszechnego Spisu Ludności z 1921 roku zamieszkiwało:
- wieś − 96 osób, 24 było wyznania rzymskokatolickiego, 64 prawosławnego a 8 staroobrzędowego. Jednocześnie wszyscy mieszkańcy zadeklarowali białoruską przynależność narodową. Było tu 17 budynków mieszkalnych[2]. W 1931 w 13 domach zamieszkiwało 70 osób[3].
- folwark − 20 osób, 17 było wyznania rzymskokatolickiego a 3 staroobrzędowego. Jednocześnie 3 mieszkańców zadeklarowało polską a 17 białoruską przynależność narodową. Było tu 5 budynków mieszkalnych[2]. W 1931 w 2 domach zamieszkiwały 24 osoby[3].

Wierni należeli do parafii rzymskokatolickiej i prawosławnej w Ikaźni. Miejscowość podlegała pod Sąd Grodzki w Brasławiu i Okręgowy w Wilnie; właściwy urząd pocztowy mieścił się w Przebrodziu.
W wyniku napaści ZSRR na Polskę we wrześniu 1939 miejscowość znalazła się pod okupacją sowiecką. 2 listopada została włączona do Białoruskiej SRR. Od czerwca 1941 roku pod okupacją niemiecką. W 1944 miejscowość została ponownie zajęta przez wojska sowieckie i włączona do Białoruskiej SRR.
Od 1991 w składzie niepodległej Białorusi.